# Lista de rainhas da Germânia e imperatrizes do Sacro Império Romano-Germânico

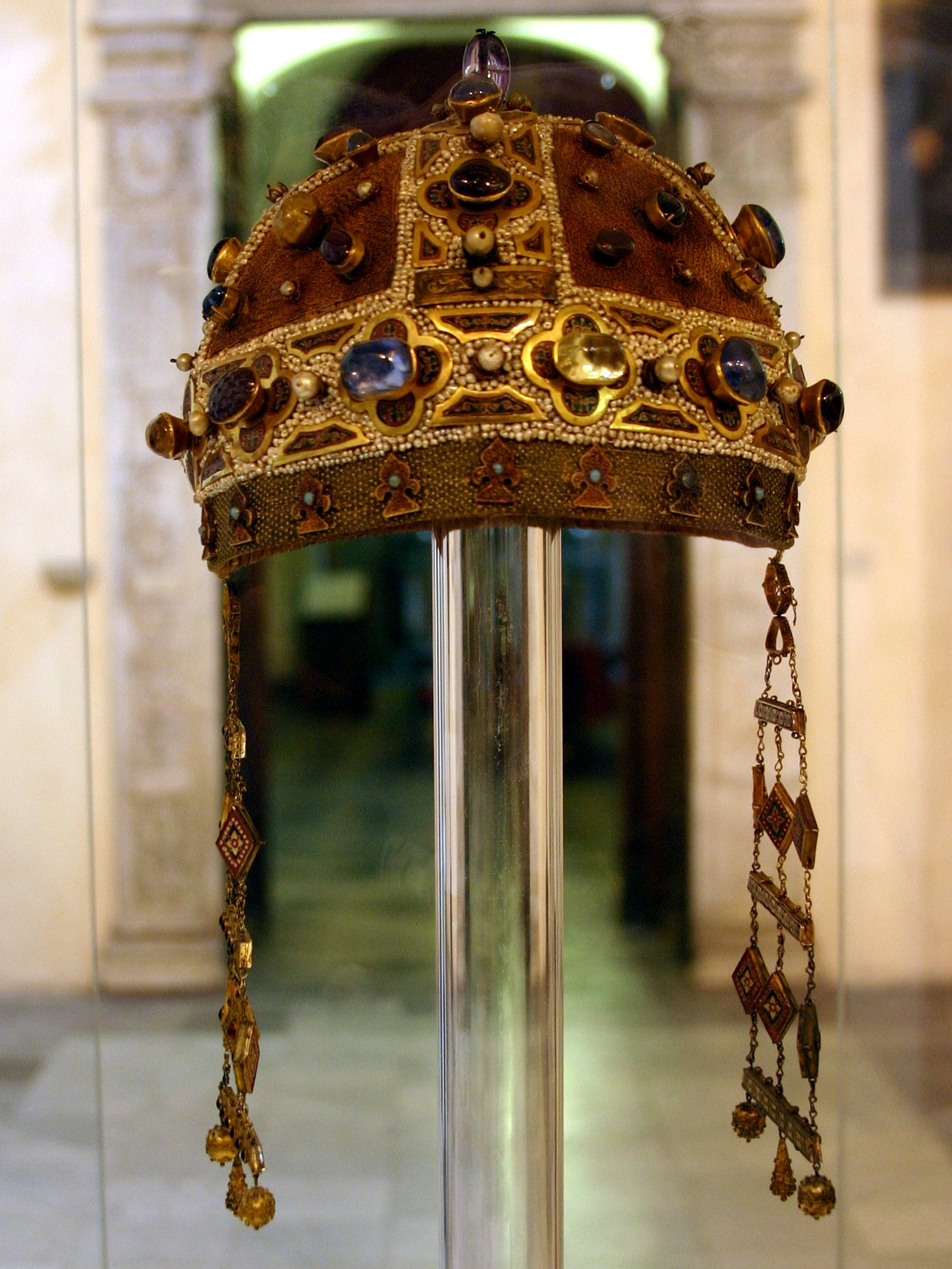
Coroa da imperatriz e rainha Constança de Aragão, consorte de Frederico II

Imperatriz do Sacro Império Romano é o título dado à consorte do imperador do Sacro Império Romano-Germânico. Uma vez que a dignidade eletiva de imperador era restrita a homens apenas, nunca houve uma imperatriz reinante, embora mulheres como Teofânia Escleraina ou Maria Teresa da Áustria, que dirigiram o governo, serviram como imperatrizes legítimas.

## Imperatrizes do Sacro Império Romano
Antes de 924, o título de Imperador não foi sempre associado ao Reino da Germânia, mas à dinastia carolíngia, e, logo, possuído por muitas outras figuras dos séculos IX e X. Suas consortes eram assim imperatrizes, mas não necessariamente rainhas da Germânia.

## Carolíngias
| Imagem | Nome                  | Casa        | Nascimento | Casamento           | Tornou-se rainha em                                                   | Tornou-se imperatriz em                                                                                     | Deixou de ser consorte em                                                                                             | Falecimento               | Esposo     |
| ------ | --------------------- | ----------- | ---------- | ------------------- | --------------------------------------------------------------------- | --- | --- | ------------------------- | ---------- |
|        | Ermengarda de Hesbaye |             | c. 780     | c. 794              | c. 794 Rainha da Aquitânia c. 28 de janeiro de 814 Rainha dos Francos | 11 de setembro de 813 esposo como co-imperador com o sogro 28 de janeiro de 814 esposo como imperador único | 3 de outubro de 818                                                                                                   | 3 de outubro de 818       | Luís I     |
|        | Judite da Baviera     | Guelfo      | c. 805     | fevereiro de 819    | fevereiro de 819                                                      | fevereiro de 819                                                                                            | 20 de junho de 840 falecimento do esposo                                                                              | 19 de abril de 843        | Luís I     |
|        | Ermengarda de Tours   | Eticônida   | ?          | outubro de 821      | 11 de agosto de 843 Rainha da Lotaríngia                              | outubro de 821 esposo como co-imperador com o sogro 20 de junho de 840 esposo como imperador único          | 20 de março de 851 | 20 de março de 851        | Lotário I  |
|        | Engelberga de Parma   | Supônida    | ?          | 5 de outubro de 852 | 5 de outubro de 852 Rainha da Itália                                  | 5 de outubro de 852 esposo como co-imperador com o sogro 29 de setembro de 855 esposo como imperador único  | 12 de agosto de 875 falecimento do esposo                                                                             | 896-901                   | Luís II    |
|        | Riquilda da Provença  | Bosônida    | ?          | 870                 | 870 Rainha dos Francos Ocidentais                                     | 25 de dezembro de 875                                                                                       | 6 de outubro de 877 falecimento do esposo                                                                             | 910                       | Carlos II  |
|        | Ricarda da Suábia     | Ahalofingas | ?          | 862                 | 28 de agosto de 876 Rainha dos Francos Orientais                      | 12 de fevereiro de 881                                                                                      | Como rainha: novembro de 887 deposição do esposo como rei Como imperatriz: 13 de janeiro de 888 falecimento do esposo | 18 de setembro de 894/896 | Carlos III |

### Casa de Guidoni
| Imagem | Nome                    | Casa      | Nascimento | Casamento | Tornou-se rainha em                     | Tornou-se imperatriz em | Deixou de ser consorte em                    | Falecimento         | Esposo  |
| ------ | ----------------------- | --------- | ---------- | --------- | --------------------------------------- | ----------------------- | -------------------------------------------- | ------------------- | ------- |
|        | Ageltrudes de Benevento | Radelquis | ?          | c. 876    | 12 de fevereiro de 889 Rainha da Itália | 21 de fevereiro de 891  | 12 de fevereiro de 894 falecimento do esposo | 27 de agosto de 923 | Guido I |

### Carolíngias (2)
| Imagem | Nome | Casa | Nascimento | Casamento       | Tornou-se rainha em              | Tornou-se imperatriz em | Deixou de ser consorte em                  | Falecimento | Esposo       |
| ------ | ---- | ---- | ---------- | --------------- | -------------------------------- | ----------------------- | ------------------------------------------ | ----------- | ------------ |
|        | Ota  | ?    | ?          | 888             | 888 Rainha dos Francos Orientais | 22 de fevereiro de 896  | 8 de dezembro de 899 falecimento do esposo | 903         | Arnolfo I    |
|        | Ana  | ?    | ?          | dezembro de 915 | dezembro de 915 Rainha da Itália | 916                     | 7 de abril de 924 falecimento do esposo    | maio de 930 | Berengário I |

## Rainhas da Germânia (Francos Orientais)
Os nomes daquelas que foram imperatrizes estão em negrito.
| Imagem | Nome                | Casa        | Nascimento | Casamento | Tornou-se rainha em                                       | Tornou-se imperatriz em | Deixou de ser consorte em                                                                                             | Falecimento               | Esposo     |
| ------ | ------------------- | ----------- | ---------- | --------- | --------------------------------------------------------- | ----------------------- | --- | ------------------------- | ---------- |
|        | Ema de Altdorf      | Guelfo      | ?          | 827       | 11 de agosto de 843                                       | nunca imperatriz        | 31 de janeiro de 876                                                                                                  | 31 de janeiro de 876      | Luís II    |
|        | Lutgarda da Saxônia | Saxônia     | ?          | c. 876    | 876 Rainha dos Francos Orientais 880 Rainha da Lotaríngia | nunca imperatriz        | 20 de janeiro de 882 falecimento do esposo                                                                            | 30 de novembro de 885     | Luís III   |
|        | Ricarda da Suábia   | Ahalofingas | ?          | 862       | 28 de agosto de 876 Rainha dos Francos Orientais          | 12 de fevereiro de 881  | Como rainha: novembro de 887 deposição do esposo como rei Como imperatriz: 13 de janeiro de 888 falecimento do esposo | 18 de setembro de 894/896 | Carlos III |
|        | Ota                 | ?           | ?          | 888       | 888 Rainha dos Francos Orientais                          | 22 de fevereiro de 896  | 8 de dezembro de 899 falecimento do esposo                                                                            | 903                       | Arnolfo I  |

### Conradinas
| Imagem | Nome                | Casa        | Nascimento | Casamento | Tornou-se rainha em | Tornou-se imperatriz em | Deixou de ser consorte em                   | Falecimento | Esposo    |
| ------ | ------------------- | ----------- | ---------- | --------- | ------------------- | ----------------------- | ------------------------------------------- | ----------- | --------- |
|        | Cunegunda da Suábia | Ahalofingas | ?          | 913       | 913                 | nunca imperatriz        | 23 de dezembro de 918 falecimento do esposo | ?           | Conrado I |

## Rainhas da Germânia e imperatrizes do Sacro Império
Com a elevação de Oto I da Germânia, em 962, ao título imperial, o título de "Rei dos Romanos/Imperador" tornou-se inalienavelmente associado com o Reino da Germânia. Apesar de um rei da Germânia não poder assumir o título imperial, tornar-se-ia por fim impossível conceber um imperador do Sacro Império não sendo rei da Germânia (um ponto de vista reforçado com a equação de Rei dos Romanos com Rei da Germânia do século XII). Assim, as mulheres seguintes, apesar de nem todas terem sido imperatrizes, foram rainhas da Germânia e - partindo da concepção da dinastia de Hohenstaufen - rainhas dos romanos.

### Dinastia Otoniana
| Imagem | Nome                    | Casa       | Nascimento | Casamento          | Tornou-se rainha em | Tornou-se imperatriz em                                                                         | Deixou de ser consorte em                  | Falecimento           | Esposo      |
| ------ | ----------------------- | ---------- | ---------- | ------------------ | ------------------- | ----------------------------------------------------------------------------------------------- | ------------------------------------------ | --------------------- | ----------- |
|        | Matilde de Ringelheim   | Imedingos  | c. 896     | 909                | 6 de maio de 919    | nunca imperatriz                                                                                | 2 de julho de 936 falecimento do esposo    | 14 de março de 968    | Henrique I  |
|        | Edite de Wessex         | Wessex     | c. 910     | setembro de 929    | 7 de agosto de 936  | nunca imperatriz                                                                                | 26 de janeiro de 946                       | 26 de janeiro de 946  | Otão I      |
|        | Adelaide da Itália      | Guelfo     | c. 930     | 951                | 951                 | 2 de fevereiro de 962                                                                           | 7 de maio de 973 falecimento do esposo     | 16 de novembro de 999 | Otão I      |
|        | Teofânia Esclerina      | Macedônica | c. 957     | 14 de abril de 972 | 14 de abril de 972  | 14 de abril de 972 esposo como imperador associado 7 de maio de 973 esposo como imperador único | 7 de dezembro de 983 falecimento do esposo | 15 de junho de 991    | Otão II     |
|        | Cunegunda de Luxemburgo | Luxemburgo | c. 975     | c. 1000            | 7 de junho de 1002  | 14 de fevereiro de 1014                                                                         | 3 de julho de 1024 falecimento do esposo   | 3 de março de 1033    | Henrique II |

### Dinastia Sália
| Imagem | Nome                  | Casa        | Nascimento             | Casamento              | Tornou-se rainha em                                                     | Tornou-se imperatriz em | Deixou de ser consorte em                  | Falecimento             | Esposo                      |
| ------ | --------------------- | ----------- | ---------------------- | ---------------------- | ----------------------------------------------------------------------- | ----------------------- | ------------------------------------------ | ----------------------- | --------------------------- |
|        | Gisela da Suábia      | Conradina   | 11 de novembro de 990  | c. 1017                | 4 de setembro de 1024 Rainha da Germânia março de 1026 Rainha da Itália | 26 de março de 1027     | 4 de junho de 1039 falecimento do esposo   | 15 de fevereiro de 1043 | Conrado II                  |
|        | Gunilda da Dinamarca  | Knýtlinga   | c. 1020                | junho de 1036          | 14 de abril de 1028 Rainha da Germânia 1038 Rainha da Borgonha          | nuca imperatriz         | 18 de julho de 1038                        | 18 de julho de 1038     | Henrique III                |
|        | Inês da Aquitânia     | Ramnulfidas | c. 1025                | 20 de novembro de 1043 | 20 de novembro de 1043                                                  | 25 de dezembro de 1046  | 5 de outubro de 1054 falecimento do esposo | 14 de dezembro de 1077  | Henrique III                |
|        | Berta de Saboia       | Saboia      | 21 de setembro de 1051 | 13 de julho de 1066    | 13 de julho de 1066                                                     | 31 de março de 1084     | 27 de dezembro de 1087                     | 27 de dezembro de 1087  | Henrique IV                 |
|        | Eupráxia de Quieve    | Rurique     | c. 1071                | 14 de agosto de 1089   | 14 de agosto de 1089                                                    | 14 de agosto de 1089    | 1093 divórcio                              | 1109                    | Henrique IV                 |
|        | Constança da Sicília  | Altavila    | ?                      | 1095                   | 1095 esposo como rei associado                                          | nunca imperatriz        | 1098 deposição do esposo                   | c. 1101                 | Conrado, co-rei dos romanos |
|        | Matilde de Inglaterra | Normanda    | 1102                   | 7 de janeiro de 1114   | 7 de janeiro de 1114                                                    | 7 de janeiro de 1114    | 23 de maio de 1125 falecimento do esposo   | 10 de setembro de 1167  | Henrique V                  |

### Süpplingenburg
| Imagem | Nome                | Casa     | Nascimento | Casamento | Tornou-se rainha em  | Tornou-se imperatriz em | Deixou de ser consorte em                   | Falecimento         | Esposo      |
| ------ | ------------------- | -------- | ---------- | --------- | -------------------- | ----------------------- | ------------------------------------------- | ------------------- | ----------- |
|        | Ricarda de Northeim | Northeim | c. 1085    | 1100      | 24 de agosto de 1125 | 4 de junho de 1133      | 4 de dezembro de 1137 falecimento do esposo | 10 de junho de 1141 | Lotário III |

### Casa de Hohenstaufen(1)
| Imagem | Nome                  | Casa       | Nascimento            | Casamento             | Tornou-se rainha em                                      | Tornou-se imperatriz em | Deixou de ser consorte em                    | Falecimento            | Esposo      |
| ------ | --------------------- | ---------- | --------------------- | --------------------- | -------------------------------------------------------- | ----------------------- | -------------------------------------------- | ---------------------- | ----------- |
|        | Gertrudes de Comburgo | Comburgo   | ?                     | c. 1115               | dezembro de 1127 esposo eleito em oposição a Lotário III | nunca imperatriz        | 1130-1131                                    | 1130-1131              | Conrado III |
|        | Gertrudes de Sulzbach | Babemberga | ?                     | c. 1134               | 13 de março de 1138                                      | nunca imperatriz        | 14 de abril de 1146                          | 14 de abril de 1146    | Conrado III |
|        | Adelaide de Voburgo   | Ratpotonen | ?                     | 2 de março de 1147    | 4 de março de 1152                                       | nunca imperatriz        | março de 1153 divórcio                       | ?                      | Frederico I |
|        | Beatriz I da Borgonha | Anscárida  | c. 1145               | junho de 1156         | junho de 1156                                            | junho de 1156           | 15 de novembro de 1184                       | 15 de novembro de 1184 | Frederico I |
|        | Constança da Sicília  | Altavila   | 2 de novembro de 1154 | 27 de janeiro de 1186 | 27 de janeiro de 1186                                    | 15 de abril de 1191     | 28 de setembro de 1197 falecimento do esposo | 27 de novembro de 1198 | Henrique VI |
|        | Irene Angelina        | Ângelo     | 1181                  | 25 de março de 1197   | 8 de março de 1198                                       | nunca imperatriz        | 1 de junho de 1208 assassinato do esposo     | 27 de agosto de 1208   | Filipe I    |

### Casa de Guelfo
| Imagem | Nome                    | Casa         | Nascimento | Casamento           | Tornou-se rainha em | Tornou-se imperatriz em | Deixou de ser consorte em                | Falecimento          | Esposo  |
| ------ | ----------------------- | ------------ | ---------- | ------------------- | ------------------- | ----------------------- | ---------------------------------------- | -------------------- | ------- |
|        | Beatriz de Hohenstaufen | Hohenstaufen | 1198       | 22 de julho de 1212 | 22 de julho de 1212 | 22 de julho de 1212     | 11 de agosto de 1212                     | 11 de agosto de 1212 | Otão IV |
|        | Maria de Brabante       | Lovaina      | c. 1191    | 19 de maio de 1214  | 19 de maio de 1214  | 19 de maio de 1214      | 19 de maio de 1218 falecimento do esposo | 1260                 | Otão IV |

### Casa de Hohenstaufen (2)
| Imagem | Nome                   | Casa         | Nascimento | Casamento                                     | Tornou-se rainha em      | Tornou-se imperatriz em                       | Deixou de ser consorte em                                              | Falecimento           | Esposo                    |
| ------ | ---------------------- | ------------ | ---------- | --------------------------------------------- | ------------------------ | --------------------------------------------- | ---------------------------------------------------------------------- | --------------------- | ------------------------- |
|        | Constança de Aragão    | Barcelona    | 1179       | agosto de 1209                                | 5 de dezembro de 1212    | 22 de novembro de 1220                        | Como rainha da Germânia: 23 de abril de 1220 eleição do filho como rei | 23 de junho de 1222   | Frederico II              |
|        | Isabel II de Jerusalém | Brienne      | 1211       | agosto de 1225                                | nunca rainha             | agosto de 1225                                | 1228                                                                   | 1228                  | Frederico II              |
|        | Isabel da Inglaterra   | Plantageneta | 1214       | julho de 1235                                 | julho de 1235            | julho de 1235                                 | Como rainha da Germânia: fevereiro de 1237 eleição do filho como rei   | 1 de dezembro de 1241 | Frederico II              |
|        | Bianca Lancia          | Lancia       | 1212       | c. 1244 evidências do casamento são duvidosas | nunca rainha da Germânia | c. 1244 evidências do casamento são duvidosas | 13 de dezembro de 1250 falecimento do esposo                           | ?                     | Frederico II              |
|        | Margarida da Áustria   | Babemberga   | ?          | 29 de novembro de 1225                        | 29 de novembro de 1225   | nunca imperatriz                              | julho de 1235 deposição do esposo                                      | 2 de outubro de 1267  | Henrique, rei dos romanos |
|        | Isabel da Baviera      | Wittelsbach  | c. 1227    | 1 de setembro de 1246                         | 1 de setembro de 1246    | nunca imperatriz                              | 21 de maio de 1254 falecimento do esposo                               | 9 de outubro de 1273  | Conrado IV                |

### Casa de Habsburgo
| Imagem | Nome                   | Casa     | Nascimento | Casamento | Tornou-se rainha em  | Tornou-se imperatriz em | Deixou de ser consorte em                 | Falecimento             | Esposo    |
| ------ | ---------------------- | -------- | ---------- | --------- | -------------------- | ----------------------- | ----------------------------------------- | ----------------------- | --------- |
|        | Gertrudes de Hohenberg | Zollern  | 1225       | 1245      | 1 de outubro de 1273 | nunca imperatriz        | 16 de fevereiro de 1281                   | 16 de fevereiro de 1281 | Rodolfo I |
|        | Isabel da Borgonha     | Borgonha | 1270       | 1284      | 1284                 | nunca imperatriz        | 15 de julho de 1291 falecimento do esposo | agosto de 1323          | Rodolfo I |

### Casa de Nassau
| Imagem | Nome                          | Casa      | Nascimento | Casamento | Tornou-se rainha em | Tornou-se imperatriz em | Deixou de ser consorte em               | Falecimento | Esposo   |
| ------ | ----------------------------- | --------- | ---------- | --------- | ------------------- | ----------------------- | --------------------------------------- | ----------- | -------- |
|        | Imagina de Isemburgo-Limburgo | Isemburgo | c. 1255    | c. 1271   | 5 de maio de 1272   | nunca imperatriz        | 23 de junho de 1278 deposição do esposo | 1313        | Adolfo I |

### Casa de Habsburgo (2)
| Imagem | Nome                    | Casa    | Nascimento | Casamento | Tornou-se rainha em | Tornou-se imperatriz em | Deixou de ser consorte em               | Falecimento           | Esposo    |
| ------ | ----------------------- | ------- | ---------- | --------- | ------------------- | ----------------------- | --------------------------------------- | --------------------- | --------- |
|        | Isabel de Gorizia-Tirol | Gorizia | c. 1262    | 1274      | 24 de junho de 1298 | nunca imperatriz        | 1 de maio de 1308 assassinato do esposo | 28 de outubro de 1312 | Alberto I |

### Casa de Luxemburgo
| Imagem | Nome                  | Casa    | Nascimento           | Casamento          | Tornou-se rainha em    | Tornou-se imperatriz em | Deixou de ser consorte em | Falecimento            | Esposo       |
| ------ | --------------------- | ------- | -------------------- | ------------------ | ---------------------- | ----------------------- | ------------------------- | ---------------------- | ------------ |
|        | Margarida de Brabante | Lovaina | 4 de outubro de 1276 | 9 de junho de 1292 | 27 de novembro de 1308 | nunca imperatriz        | 14 de dezembro de 1311    | 14 de dezembro de 1311 | Henrique VII |

### Casa de Habsburgo (3)
| Imagem | Nome             | Casa      | Nascimento | Casamento | Tornou-se rainha em                                                               | Tornou-se imperatriz em | Deixou de ser consorte em                                                       | Falecimento         | Esposo                     |
| ------ | ---------------- | --------- | ---------- | --------- | --------------------------------------------------------------------------------- | ----------------------- | ------------------------------------------------------------------------------- | ------------------- | -------------------------- |
|        | Isabel de Aragão | Barcelona | 1300       | 1313      | 19 de outubro de 1314 eleição do esposo 1325 reconhecimento do esposo como co-rei | nunca imperatriz        | 1322 abandono do título pelo esposo 13 de janeiro de 1330 falecimento do esposo | 12 de julho de 1330 | Frederico, rei dos romanos |

### Casa de Wittelsbach
| Imagem | Nome                      | Casa        | Nascimento | Casamento               | Tornou-se rainha em     | Tornou-se imperatriz em | Deixou de ser consorte em                   | Falecimento          | Esposo  |
| ------ | ------------------------- | ----------- | ---------- | ----------------------- | ----------------------- | ----------------------- | ------------------------------------------- | -------------------- | ------- |
|        | Beatriz de Silésia-Glogau | Piasta      | c. 1290    | c. 1309                 | 20 de outubro de 1314   | nunca imperatriz        | 24 de agosto de 1322                        | 24 de agosto de 1322 | Luís IV |
|        | Margarida de Hainaut      | Wittelsbach | 1311       | 26 de fevereiro de 1324 | 26 de fevereiro de 1324 | 17 de janeiro de 1328   | 11 de outubro de 1347 falecimento do esposo | 23 de junho de 1356  | Luís IV |

### Casa de Luxemburgo (2)
| Imagem | Nome                | Casa        | Nascimento             | Casamento              | Tornou-se rainha em                              | Tornou-se imperatriz em | Deixou de ser consorte em                 | Falecimento            | Esposo                     |
| ------ | ------------------- | ----------- | ---------------------- | ---------------------- | ------------------------------------------------ | ----------------------- | ----------------------------------------- | ---------------------- | -------------------------- |
|        | Branca de Valois    | Valois      | 1317                   | 1 de janeiro de 1349   | 11 de julho de 1346 esposo em oposição a Luís IV | nunca imperatriz        | 1 de agosto de 1348                       | 1 de agosto de 1348    | Carlos IV                  |
|        | Ana da Baviera      | Wittelsbach | 26 de setembro de 1326 | março de 1349          | março de 1349                                    | nunca imperatriz        | 2 de fevereiro de 1353                    | 2 de fevereiro de 1353 | Carlos IV                  |
|        | Ana de Świdnica     | Piasta      | 1339                   | 27 de maio de 1353     | 27 de maio de 1353                               | 5 de abril de 1355      | 11 de julho de 1362                       | 11 de julho de 1362    | Carlos IV                  |
|        | Isabel da Pomerânia | Pomerânia   | 1347                   | maio de 1363           | maio de 1363                                     | maio de 1363            | 29 de julho de 1378 falecimento do esposo | 15 de abril de 1393    | Carlos IV                  |
|        | Joana da Baviera    | Wittelsbach | c. 1361                | 17 de novembro de 1370 | 10 de junho de 1376                              | nunca imperatriz        | 31 de dezembro de 1386                    | 31 de dezembro de 1386 | Venceslau, rei dos romanos |
|        | Sofia da Baviera    | Wittelsbach | 1376                   | 2 de maio de 1389      | 2 de maio de 1389                                | nunca imperatriz        | 20 de agosto de 1400 deposição do esposo  | 26 de setembro de 1425 | Venceslau, rei dos romanos |

### Casa de Wittelsbach (2)
| Imagem | Nome                | Casa         | Nascimento | Casamento           | Tornou-se rainha em  | Tornou-se imperatriz em | Deixou de ser consorte em                | Falecimento         | Esposo    |
| ------ | ------------------- | ------------ | ---------- | ------------------- | -------------------- | ----------------------- | ---------------------------------------- | ------------------- | --------- |
|        | Isabel de Nuremberg | Hohenzollern | 1358       | 27 de junho de 1374 | 21 de agosto de 1400 | nunca imperatriz        | 18 de maio de 1410 falecimento do esposo | 26 de julho de 1411 | Ruperto I |

### Casa de Luxemburgo (3)
| Imagem | Nome             | Casa  | Nascimento | Casamento             | Tornou-se rainha em    | Tornou-se imperatriz em | Deixou de ser consorte em                   | Falecimento         | Esposo       |
| ------ | ---------------- | ----- | ---------- | --------------------- | ---------------------- | ----------------------- | ------------------------------------------- | ------------------- | ------------ |
|        | Bárbara de Celje | Celje | c. 1392    | 6 de dezembro de 1408 | 14 de setembro de 1410 | 31 de maio de 1433      | 9 de dezembro de 1437 falecimento do esposo | 11 de julho de 1451 | Sigismundo I |

### Casa de Habsburgo (4)
| Imagem | Nome                                       | Casa        | Nascimento              | Casamento               | Tornou-se rainha em    | Tornou-se imperatriz em                       | Deixou de ser consorte em | Falecimento             | Esposo         |
| ------ | ------------------------------------------ | ----------- | ----------------------- | ----------------------- | ---------------------- | --------------------------------------------- | --- | ----------------------- | -------------- |
|        | Isabel da Boêmia                           | Luxemburgo  | 28 de fevereiro de 1409 | 28 de setembro de 1401  | 18 de março de 1438    | nunca imperatriz                              | 27 de outubro de 1439 falecimento do esposo                                                                                       | 19 de dezembro de 1442  | Alberto II     |
|        | Leonor de Portugal                         | Avis        | 18 de setembro de 1434  | 16 de março de 1452     | 16 de março de 1452    | 19 de março de 1452                           | 3 de setembro de 1476 | 3 de setembro de 1476   | Frederico III  |
|        | Branca Maria Sforza                        | Sforza      | 5 de abril de 1472      | 16 de março de 1494     | 16 de março de 1494    | 4 de fevereiro de 1408                        | 31 de dezembro de 1510 | 31 de dezembro de 1510  | Maximiliano I  |
|        | Isabel de Portugal                         | Avis        | 4 de outubro de 1503    | 10 de março de 1503     | 28 de junho de 1519    | 24 de fevereiro de 1530                       | 1 de maio de 1539 | 1 de maio de 1539       | Carlos V       |
|        | Ana da Hungria                             | Jagelão     | 23 de junho de 1503     | 25 de maio de 1521      | 5 de janeiro de 1531   | nunca imperatriz                              | 27 de janeiro de 1547 | 27 de janeiro de 1547   | Fernando I     |
|        | Maria de Espanha                           | Habsburgo   | 21 de junho de 1528     | 13 de setembro de 1548  | 22 de novembro de 1562 | 25 de julho de 1564 esposo eleito sob o sogro | 12 de outubro de 1576 falecimento do esposo                                                                                       | 26 de fevereiro de 1603 | Maximiliano II |
|        | Leonor Gonzaga                             | Gonzaga     | 23 de setembro de 1598  | 4 de fevereiro de 1622  | 4 de fevereiro de 1622 | 4 de fevereiro de 1622                        | Como rainha da Germânia: 15 de fevereiro de 1637 falecimento do esposo                                                            | 27 de junho de 1655     | Fernando II    |
|        | Maria Ana da Espanha                       | Habsburgo   | 18 de agosto de 1606    | 20 de fevereiro de 1631 | 22 de dezembro de 1636 | 16 de fevereiro de 1637                       | 13 de maio de 1646 | 13 de maio de 1646      | Fernando III   |
|        | Maria Leopoldina de Áustria                | Habsburgo   | 6 de abril de 1632      | 2 de julho de 1648      | 2 de julho de 1648     | 2 de julho de 1648                            | 7 de agosto de 1649 | 7 de agosto de 1649     | Fernando III   |
|        | Leonor Gonzaga                             | Gonzaga     | 18 de novembro de 1630  | 30 de abril de 1651     | 30 de abril de 1651    | 30 de abril de 1651                           | 31 de maio de 1653 eleição do enteado como rei 2 de abril de 1657 falecimento do esposo                                           | 6 de abril de 1686      | Fernando III   |
|        | Margarida Teresa da Espanha                | Habsburgo   | 12 de julho de 1651     | 5 de dezembro de 1666   | 5 de dezembro de 1666  | 5 de dezembro de 1666                         | 12 de março de 1673 | 12 de março de 1673     | Leopoldo I     |
|        | Leonor Madalena do Palatinado              | Wittelsbach | 6 de janeiro de 1655    | 14 de dezembro de 1676  | 14 de dezembro de 1676 | 14 de dezembro de 1676                        | Como rainha da Germânia: 23 de janeiro de 1690 eleição do filho como rei Como imperatriz: 5 de maio de 1705 falecimento do esposo | 19 de janeiro de 1720   | Leopoldo I     |
|        | Guilhermina Amália de Brunsvique-Luneburgo | Guelfos     | 21 de abril de 1673     | 23 de janeiro de 1699   | 23 de janeiro de 1699  | 5 de maio de 1705                             | 17 de abril de 1711 falecimento do esposo                                                                                         | 10 de abril de 1742     | José I         |
|        | Isabel Cristina de Brunswick-Wolfenbüttel  | Guelfos     | 28 de agosto de 1691    | 1 de agosto de 1708     | 27 de outubro de 1711  | 27 de outubro de 1711                         | 20 de janeiro de 1745 falecimento do esposo                                                                                       | 21 de dezembro de 1750  | Carlos VI      |

### Casa de Wittelsbach (restaurada, terceira vez)
| Nome                                                                    | Retrato | Nascimento | Cônjuge                                  | Morte                          |
| ----------------------------------------------------------------------- | ------- | --- | ---------------------------------------- | ------------------------------ |
| Maria Amália da Áustria 12 de fevereiro de 1742 – 20 de janeiro de 1745 |         | 22 de outubro de 1701 filha de José I do Sacro Império Romano-Germânico e Guilhermina Amália de Brunsvique-Luneburgo | Carlos VII 5 de outubro de 1722 7 filhos | 11 de dezembro de 1756 55 anos |

### Casa de Habsburgo-Lorena
| Nome                                                                  | Retrato | Nascimento | Cônjuge                                       | Morte                          |
| --------------------------------------------------------------------- | ------- | --- | --------------------------------------------- | ------------------------------ |
| Maria Teresa da Áustria 13 de setembro de 1745 – 18 de agosto de 1765 |         | 13 de maio de 1717 filha de Carlos VI do Sacro Império Romano-Germânico e Isabel Cristina de Brunsvique-Volfembutel | Francisco I 12 de fevereiro de 1736 16 filhos | 29 de novembro de 1780 63 anos |
| Maria Josefa da Baviera 18 de agosto de 1765 – 28 de maio de 1767     |         | 20 de março de 1739 filha de Carlos VII do Sacro Império Romano-Germânico e Maria Amália da Áustria                 | José II 25 de janeiro de 1765 sem filhos      | 28 de maio de 1767 28 anos     |
| Maria Luísa da Espanha 30 de setembro de 1790 – 1 de março de 1792    |         | 24 de novembro de 1745 filha de Carlos III da Espanha e Maria Amália da Saxônia                                     | Leopoldo II 5 de agosto de 1764 16 filhos     | 15 de maio de 1792 46 anos     |
| Maria Teresa da Sicília 1 de março de 1792 – 6 de agosto de 1806      |         | 6 de junho de 1772 filha de Fernando I das Duas Sicílias e Maria Carolina da Áustria                                | Francisco II 15 de setembro de 1790 12 filhos | 13 de abril de 1807 34 anos    |

- Continua com Lista de imperatrizes da Áustria